# Somalilândia
Somalilândia (em somali: Soomaaliland) é um Estado não reconhecido internacionalmente. Embora pertença oficialmente à Somália, a região declarou de forma unilateral sua independência em 1991 e passou a ser um estado de facto.
Localizado na região do Chifre da África, o território incorpora a antiga Somalilândia Britânica, delineada por tratados internacionais realizados entre 1888 e 1897, e faz fronteira com o Djibuti a oeste, o golfo de Adem ao norte, a Etiópia ao sul e a Somália (Puntlândia) a leste. A Somalilândia é formada por cinco regiões administrativas. Uma sexta região - Saaxil - foi criada em 1996. Possui uma área de cerca de 137 600 km² e sua capital e sede do governo é Hargeisa.
Em 18 de maio de 1991, líderes do Movimento Nacional Somali (SNM) e líderes dos clãs do norte revogaram o ato (1960 Act of Union) que tinha unido os antigos territórios coloniais da Somália Italiana e da Somalilândia Britânica na República da Somália, e declararam a independência da República da Somalilândia.
A Somalilândia tem mantido uma existência estável, auxiliada por um governo forte e pela infraestrutura econômica deixada por programas de auxílios militares britânicos, russos e americanos.

## História
Anteriormente conhecido como Protetorado da Somalilândia Britânica, imediatamente após ganhar a independência em 26 de junho de 1960, como Estado da Somalilândia, se uniu ao Protetorado da Somalilândia (a antiga Somalilândia Italiana) para formar a República da Somália. O primeiro-ministro da Somalilândia Britânica, Ibrahim Egal, tornou-se um ministro na nova república da Somália. Passou a ser primeiro-ministro em 1967 mas um golpe de Estado o depôs em 1969.
Em 1991, após o colapso do governo na Somália, o território declarou sua independência como República da Somalilândia, mesmo sem nenhum reconhecimento internacional. Ibrahim Egal foi eleito presidente em 1993, reeleito em 1998 e permaneceu no poder até a sua morte em 3 de maio de 2002. O vice-presidente Dahir Riyale Kahin foi declarado novo presidente pouco tempo depois.
Desde 1998, a autoridade da Somalilândia sobre as regiões de Sool e Sanaag tem sido contestadas por Puntlândia (estado da Somália autodeclarado autônomo). O coronel Abdullahi Yusuf de Puntlândia tem conduzido várias invasões a estas regiões consideradas partes do estado de Puntlândia.
A Somalilândia está tentando declarar também sua independência econômica, mas sem as regiões de Sanaag e Sool, o Estado se encontra em carência de terras para se tornar economicamente viável.

## Geografia
A Somalilândia faz fronteira com Djibuti, Etiópia e com o estado da Puntlândia, um estado da Somália.
A população foi estimada em algum valor entre 2,5 e 3,5 milhões de pessoas. Estimativas afirmam que a população da capital, Hargeisa, está entre 500 000 e 800 000. Entretanto, essas estimativas não são confiáveis, porque não houve nenhum censo feito recentemente no país, e também por causa do rápido processo de urbanização nas regiões da Somália e Somalilândia desde 1991.
O nordeste da região é historicamente conhecido como Costa Ajan.

## Subdivisões
A Somalilândia está dividida em seis regiões (capitais entre parênteses):
- Awdal (Borama).
- Maroodi Jeex (Hargeysa): corresponde à parte sul da região somali de Woqooyi Galbeed.
- Togdheer (Burao): a área a sudeste de Togdheer, denominada Cayn pela Puntlândia, que a reivindicada.
- Saaxil (Berbera): corresponde a parte norte da região somali de Woqooyi Galbeed.

|  |

## Religião
Com algumas exceções, os habitantes do país são majoritariamente adeptos do Islã.

## Reconhecimento
- Etiópia: Em janeiro de 2024 a Etiópia e a Somalilândia assinaram um acordo quanto ao uso de portos na Somalilândia pela Etiópia, que inclui o reconhecimento da soberania somalilandesa por parte do Estado etíope.[5]

### Pronunciamentos de Estados não soberanos
- Liberland: A República Livre de Liberland e a Somalilândia assinaram um tratado de reconhecimento mútuo e de cooperação em diversas áreas.[6][7]